# Cecil Purdy
Cecil John Seddon Purdy (Porto Said, 27 marzo 1906 – Sydney, 6 novembre 1979) è stato uno scacchista australiano.
Maestro Internazionale a tavolino, vinse il primo Campionato del mondo di scacchi per corrispondenza (1951-53). Nel 1953 la FIDE gli attribuì il titolo di Grande Maestro per corrispondenza. 
Vinse il campionato neozelandese del 1924/25 e quattro volte il campionato australiano (1935, 1937, 1949 e 1951). Nel 1952 pattò un combattutissimo match a Auckland con Ortvin Sarapu, all'epoca il più forte giocatore neozelandese, dopodiché entrambi furono dichiarati campioni dell'Australasia. Nel 1960 perse un match contro l'indiano Manuel Aaron per l'ammissione al torneo interzonale. 
Fondò e diresse la rivista di scacchi Australasian Chess Review (1929–1944), che poi cambiò titolo in Check (1944–45) e poi in Chessworld (1946–1967). Morì nel 1979 dopo un collasso avvenuto mentre giocava un torneo a Sydney.